# موقاعلي ماقاتايف
مُوقَاعَلِي (مُحَمَّد عَلِي) مَاقَاتَايِف (9 فبراير 1931 — 27 مارس 1976; (بالقازاقية: )‏, كازاخية عربية: مۇقاعالي ماقاتاهۆ) — شاعر وكاتب ومترجم كازاخي وسوفياتي.
ولد موقاعلي ماقاتايف 9 فبراير سنة 1931 في قرية قاراساز (بالقازاقية: Қарасаз)‏ في أوبليس ألماطي في الجمهورية الكازاخية الإستقلالية السوفياتية الاشتراكية. من سنة 1947 إلى سنة 1948 تعلم في كلية اللغة في الجامعة الدولية الكازاخية. من سنة 1952 إلى سنة 1969 عمل مدرس اللغة الروسية في المدرسة الثانوية ومذيعا في الراديو الكازاخي وسكرتيرا مسؤوليا في جريدة «التخم السوفياتي» (بالقازاقية: Советтік шекара)‏ ومتعاونا في جريدات «الكازاخستان الاشتراكي» (بالقازاقية: Социалистік Қазақстан)‏ و «مدنية وحياتية» (بالقازاقية: Мәдениет және Тұрмыс)‏ وفي مجلة «نجم» (بالقازاقية: Жұлдыз)‏. في عام 1970 أصبح ماقاتايف عضو اتحاد كتاب كازاخستان. في سنة 1973-1974 تعلم في معهد الفنون والآداب في موسكو.
بدأ طباعة شعره في عام 1948 واشتهر ماقاتايف بقصيدته «أباسيوناتا» (بالقازاقية: Аппассионата)‏. عديد من دواوين ماقاتايف دخل في الاحتياط الذهبي للأدب الكازاخي. وضع العديد من قصائده إلى الموسيقى. هو ترجم إلى اللغة الكازاخية سوناتات ويليام شكسبير (1970)، قصائد والت ويتمان (1969) و «الكوميديا الإلهية» لدانتي أليغييري (1971).
في عام 1999 حصل موقاعلي ماقاتايف بعد وفاته على الجائزة الدولية من حكومة كازاخستان لمجموعة قصائده «أمانة» (بالقازاقية: Аманат)‏.